# Ribeirão Branco (ort)
Ribeirão Branco är en ort i Brasilien.   Den ligger i kommunen Ribeirão Branco och delstaten São Paulo, i den södra delen av landet, 900 km söder om huvudstaden Brasília. Ribeirão Branco ligger 873 meter över havet och antalet invånare är 9 718.
Terrängen runt Ribeirão Branco är platt söderut, men norrut är den kuperad. Ribeirão Branco är det största samhället i trakten.
Omgivningarna runt Ribeirão Branco är en mosaik av jordbruksmark och naturlig växtlighet. Runt Ribeirão Branco är det ganska glesbefolkat, med 26 invånare per kvadratkilometer.